# Castelul Bethlen-Haller din Cetatea de Baltă
Castelul Bethlen-Haller din Cetatea de Baltă este un ansamblu de monumente istorice aflat pe teritoriul satului Cetatea de Baltă; comuna Cetatea de Baltă.
Ansamblul este format din următoarele monumente:
- Castelul Bethlen - Haller (cod LMI AB-II-m-A-00201.01)
- Anexe (cod LMI AB-II-m-A-00201.02)

## Galerie

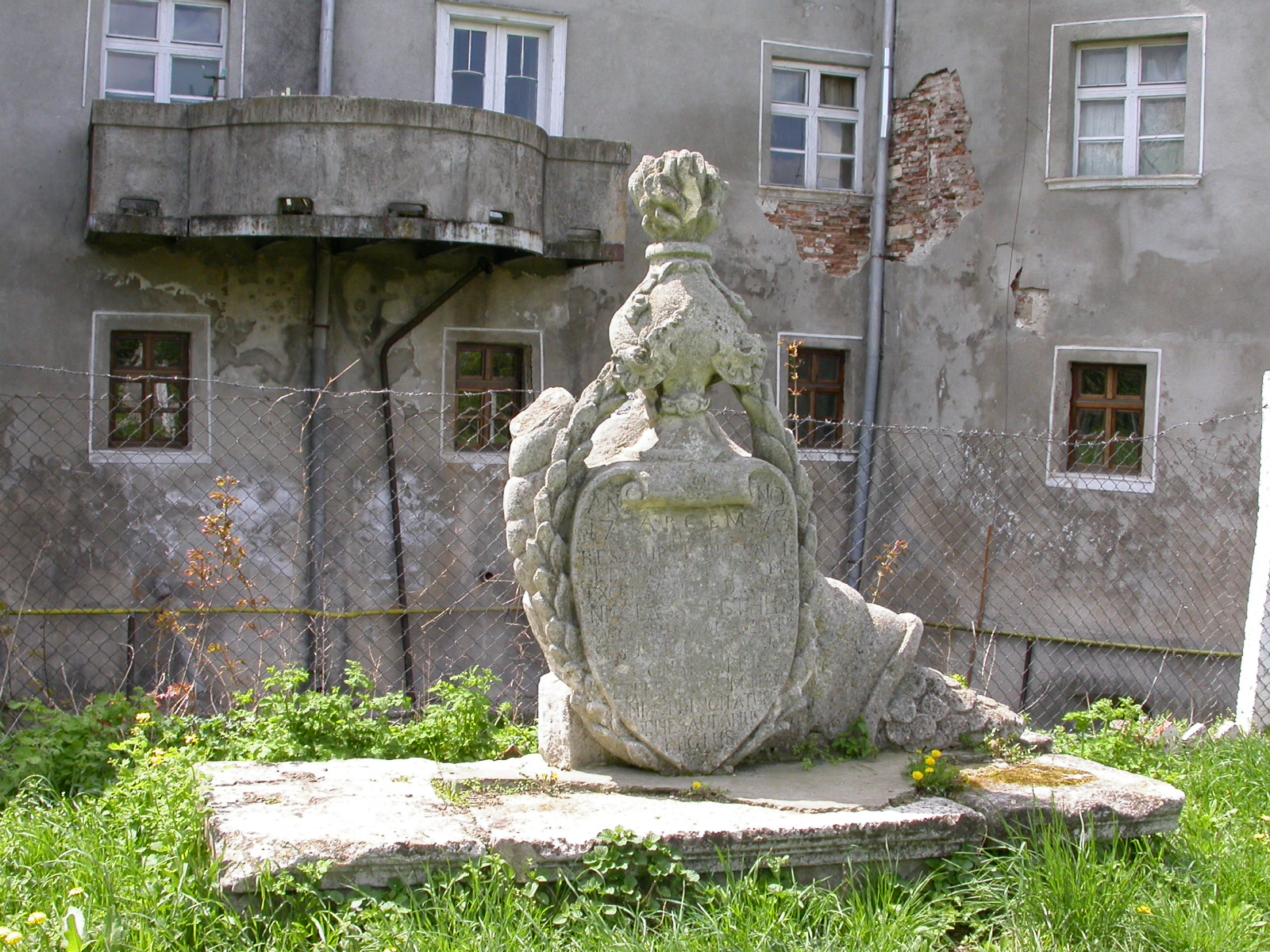
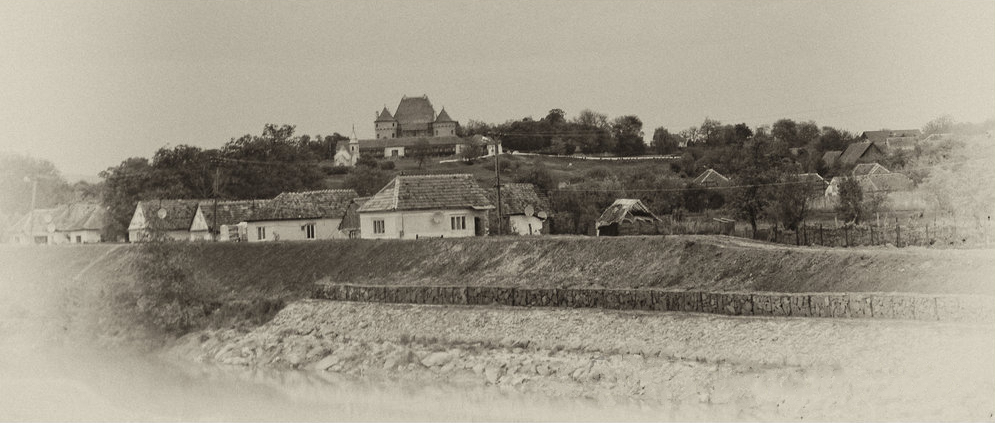
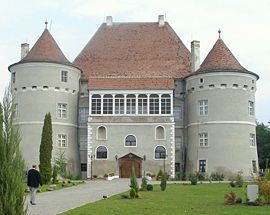
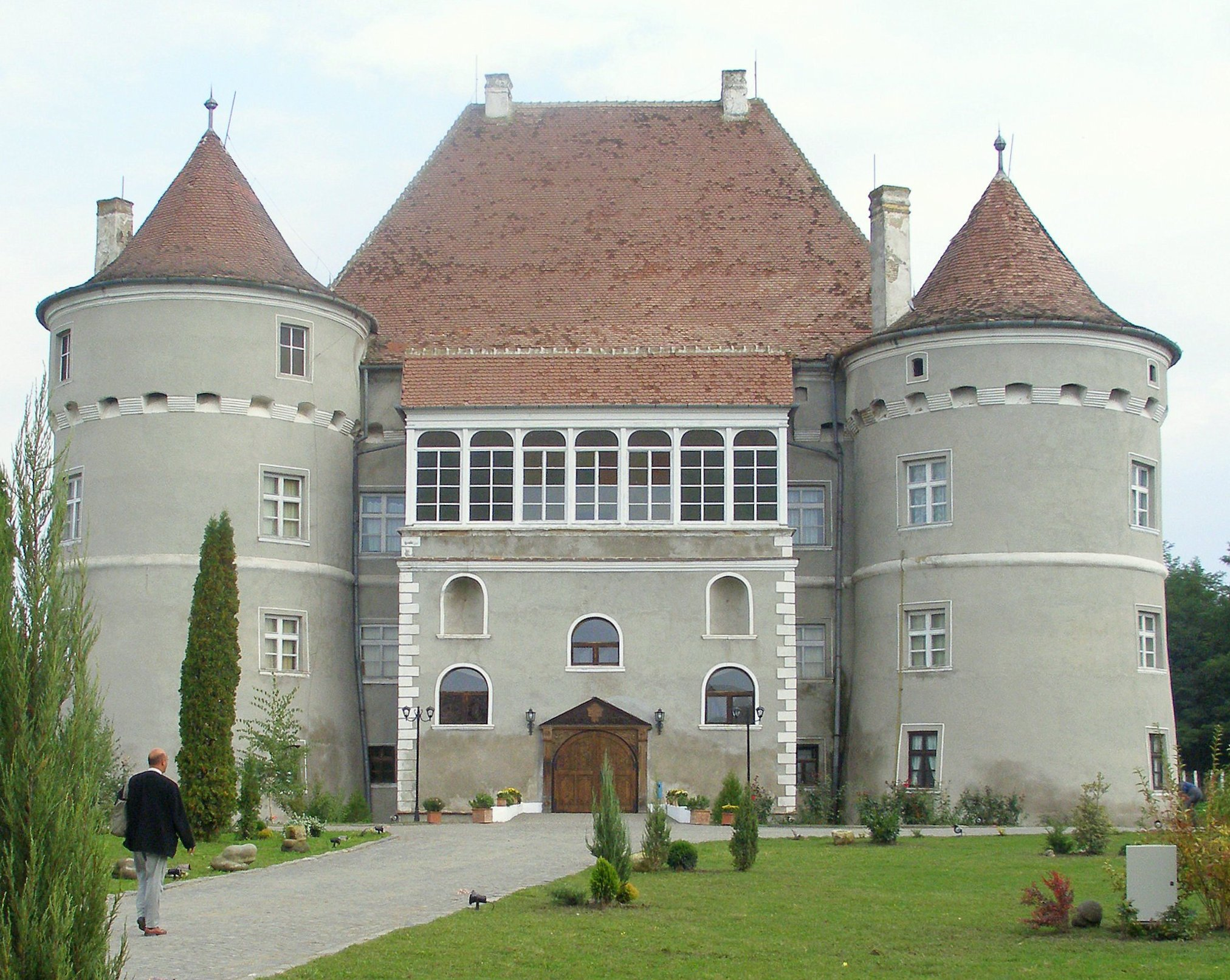
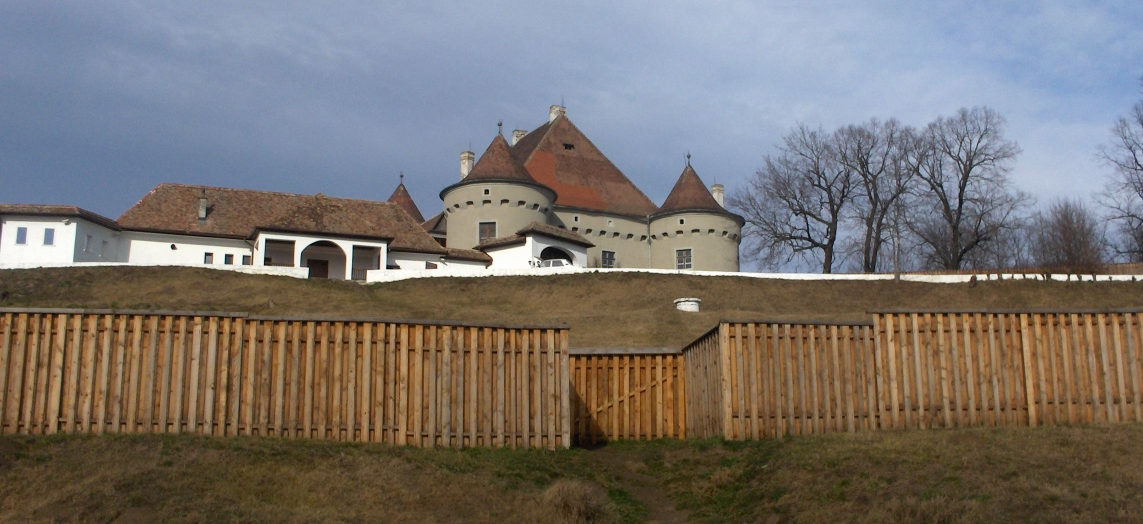
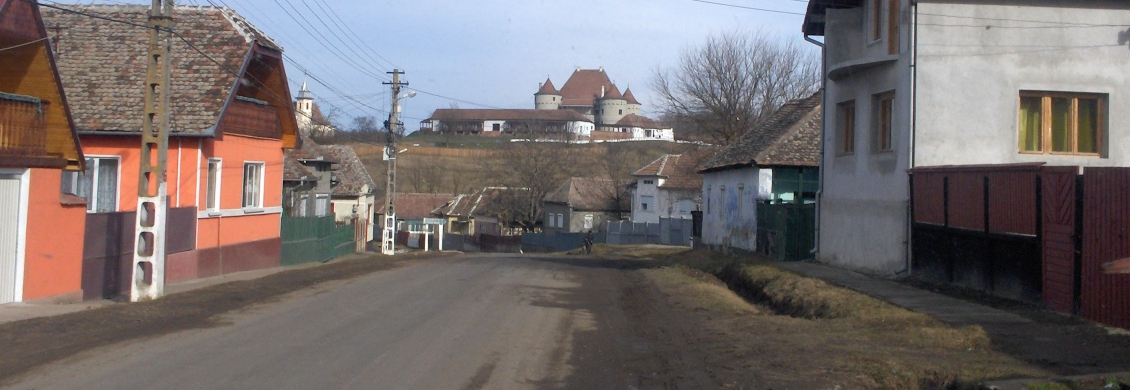
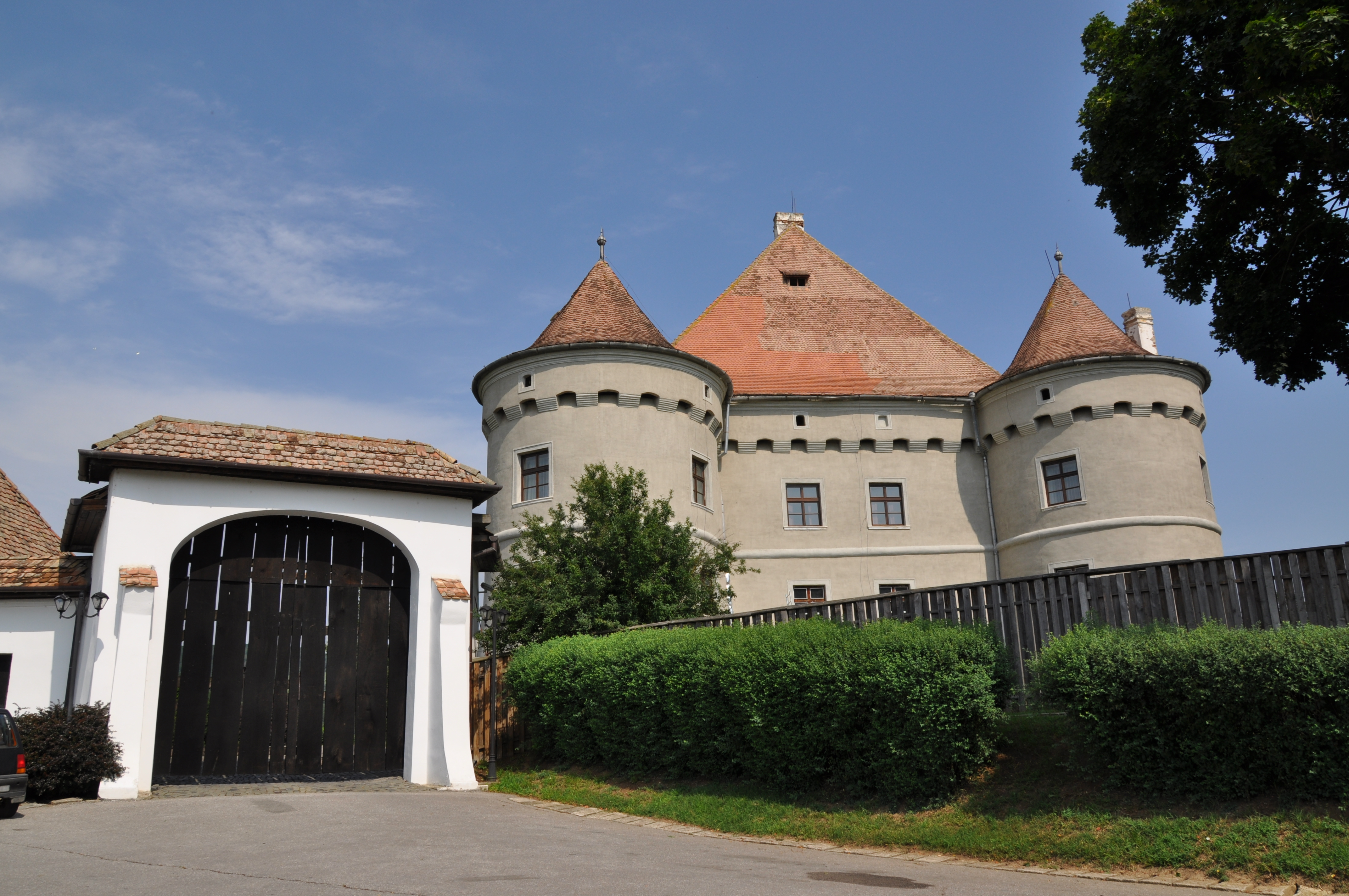